# 네리마구
네리마구(일본어: 練馬区 네리마쿠[*])는 일본 도쿄도에 있는 특별구 중 하나이다.

## 역사
에도 시대에 이 지역은 주로 무, 우엉, 감자를 생산하는 농경지였다. 1923년의 간토 대지진 이후 많은 사람들이 도쿄 중심부에서 이 지역으로 이주해왔다.
1947년 8월 1일에 네리마구가 설치되기 이전에 이 지역은 이타바시구의 일부였다. 1952년에 자위대가 이곳을 기반으로 설립되었다. 현재도 일본 육상자위대 동부방면대의 5개 사단이 이곳에 본부를 두고 있다. 주일 미군이 이미 이곳에 본부(그랜트 하이츠)를 두었었고 1973년에 일본에게 반환하였다. 그랜트 하이츠는 나리마스 비행장에 있었으며 이곳은 2차 대전이 끝날 때까지는 일본 제국 육군 하에 있었다. 활주로는 현재 히카리가오카의 IMA 백화점 앞 중심가이다.

## 지리
도쿄 23구의 북서쪽 가장자리에 있다. 동쪽으로 이타바시구, 남쪽으로 스기나미구, 도시마구, 나카노구와 접하고 남서쪽으로 무사시노시, 서쪽으로 니시토쿄시와 접한다. 북쪽으로는 사이타마현의 3개 도시 와코시, 아사카시, 니자시가 있다.

## 경제
네리마구에는 3.42km2의 농지가 있으며 이것은 도쿄 특별구들 중에서 가장 넓은 것이다. 네리마구는 도쿄에서 재배되는 양배추의 40%를 공급한다. 네리마구의 특산품 중 하나는 네리마 무이며 이것은 주로 절여서 유통된다.
1994년에 네리마구에는 572개의 공장이 있었고 8,000명의 종사자가 있었으며 생산품의 가치는 1,700억 엔이었다. 공장은 대부분 작고 기계, 라디오와 통신 장비 부품 등을 생산하였다.

## 교육
- 무사시노 음악대학
- 무사시 대학
- 니혼 대학 에코다 캠퍼스
- 조치 대학 사쿠지 캠퍼스

## 교통

### 도로
- 고속도로
  - 간에쓰 자동차도
  - 도쿄 외환 자동차도

- 국도
  - 국도 제17호선
  - 국도 제254호선

### 철도
- 도쿄도 교통국(도에이 지하철)
  - 오에도선

- 세이부 철도
  - 이케부쿠로선
    - 에코다역 - 사쿠라다이역 - 네리마역 - 나카무라바시역 - 후지미다이역 - 네리마타카노다이역 - 샤쿠지이코엔역 - 오이즈미가쿠엔역

  - 신주쿠선
    - 가미샤쿠지이역 - 무사시세키역

  - 도시마선
    - 네리마역 - 도시마엔역

  - 유라쿠초선
    - 고타케무카이하라역 - 신사쿠라다이역 - 네리마역

- 도부 철도
  - 도조 본선

- 도쿄 메트로
  - 유라쿠초선
  - 후쿠토신선

## 픽션

### 만화·애니메이션
- 도라에몽 (후지미다이 혹은 니시토쿄시)
- 도곤조 개구리
- 미유키
- 터치
- 우루세이 야츠라[1]
- 메종일각
- 란마1/2
- 네리마 다이콘 브라더즈
- 하야테처럼 (히카리 가오카)
- 노다메 칸타빌레 (하네자와)
- 여고생 걸즈하이 (나카무 라바시)
- 연금 3급 매지컬 포캉 (히카리 가오카)
- 쵸코시스
- 도쿄 구울 (20구)
- 아따신치 (네리마구)

## 주요 인물
- 우에토 아야
- 이토 아유미
- 사쿠라이 카즈토시
- 마스다 다카히사
- 미즈키 아리사